# Tiago Lopes
Tiago Lopes né le 27 mai 2000 à Cascais au Portugal, est un footballeur portugais qui évolue au poste d'arrière gauche au FC Porto.

## Biographie

### En sélection
Avec les moins de 19 ans, Tiago Lopes participe au championnat d'Europe des moins de 19 ans en 2019, qui se déroule en Arménie. Lors de cette compétition, il joue trois matchs, dont deux comme titulaire. Le Portugal est défait le 27 juillet par l'Espagne, en finale.

## Palmarès
Portugal des moins de 19 ans
- Finaliste du championnat d'Europe en 2019.